# Guglielmo di Svezia
Guglielmo di Svezia, principe di Svezia e duca di Södermanland, in svedese, Wilhelm Prins av Sverige, Hertig av Södermanland, nome completo Karl Wilhelm Louis Bernadotte (Trosa, 17 giugno 1884 – Flen, 5 giugno 1965), nato principe di Svezia e Norvegia fino al 1905 era un membro della Casa Reale svedese-norvegese dalla nascita fino al 1905 poi di quella svedese.

## Biografia
Guglielmo fu il secondogenito di re Gustavo V di Svezia (1858-1950) e della sua consorte Vittoria di Baden (1862-1930), al momento della sua nascita principi ereditari di Svezia e Norvegia. I suoi nonni paterni furono re Oscar II di Svezia (1829-1907) e la regina Sofia di Nassau (1836-1913); quelli materni il granduca Federico I di Baden (1826-1907) e la granduchessa Luisa di Prussia (1838-1923).
Durante la sua giovinezza Guglielmo ricevette un'educazione di tipo militare all'interno dell'armata svedese. Ereditò dal padre la passione per i viaggi e partecipò a numerose spedizioni scientifiche, etnografiche e archeologiche. Visitò il Siam, l'Africa e l'America centrale. Collaborò alla realizzazione di numerosi documentari naturalistici e scrisse numerose novelle e poemi in relazione ai suoi viaggi.

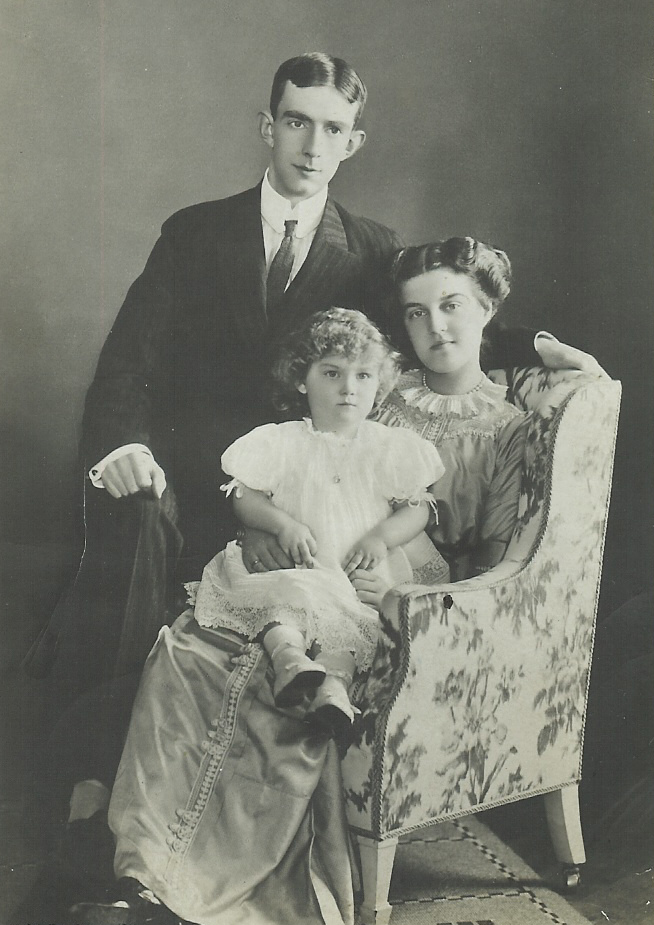
Il principe Guglielmo, la principessa Maria e il principe Lennart nel 1911

Il 3 maggio 1908, a San Pietroburgo, sposò la granduchessa Marija Pavlovna (1890-1958), figlia del granduca Pavel Aleksandrovič Romanov e della granduchessa Alessandra Giorgievna, nata principessa di Grecia.

Dal loro matrimonio, che venne poi annullato dalla Chiesa ortodossa nel 1914, nacque un figlio:
- Lennart, principe di Svezia, duca di Småland, nato l'8 maggio 1909 e morto il 21 dicembre 2004.

Pochi mesi dopo l'annullamento del suo matrimonio Guglielmo iniziò una relazione, durata per quasi quarant'anni, con Jeanne Leocadie Tramcourt, una ballerina francese. Jeanne morì nel 1952 in un incidente automobilistico.
Il principe visse gran parte della sua vita nel Palazzo di Stenhammar, nella città di Flen, dove morì il 5 giugno 1965. Fu un apprezzato scrittore, conosciuto con il nome d'arte di Prins Wilhelm.

## Opere
- 1948 - Röda jordens folk
- 1947 - Skärkarlar och sälar på Harstena
- 1946 - Uddeholm
- 1946 - Skånsk bygd (Från Hallandsåsen till Ven)
- 1945 - En resa på Dal
- 1942 - Hos smålänningar
- 1941 - Ekhult heter gården
- 1940 - Idyll och allvar i svensk beredskap
- 1940 - Gutarnas ö
- 1938 - Folk mellan fjäll
- 1935 - Västerhavets män
- 1934 - Havets melodi
- 1920 circa- Prins Wilhelms expedition till Central-Amerika
- 1920 circa- Med Prins Wilhelm på afrikanska stigar

## Albero genealogico
|                     |                   |                                     | Genitori                                   |  |  | Nonni |  |  | Bisnonni          |  |  | Trisnonni                    |  |
|                     |                   |                                     |                                            |  |  |       |  |  | Oscar I di Svezia |  |  | Carlo XIV Giovanni di Svezia |  |
|                     |                   |                                     |                                            |  |  |       |  |  | Oscar I di Svezia |  |  | Carlo XIV Giovanni di Svezia |  |
|                     |                   | Désirée Clary                       |                                            |  |  |       |  |  | Oscar I di Svezia |  |  |                              |  |
| Oscar II di Svezia  |                   |                                     |                                            |  |  |       |  |  | Oscar I di Svezia |  |  |                              |  |
|                     |                   | Giuseppina di Leuchtenberg          | Eugenio di Beauharnais                     |  |  |       |  |  |                   |  |  |                              |  |
|                     |                   | Giuseppina di Leuchtenberg          | Eugenio di Beauharnais                     |  |  |       |  |  |                   |  |  |                              |  |
|                     |                   | Giuseppina di Leuchtenberg          | Augusta di Baviera                         |  |  |       |  |  |                   |  |  |                              |  |
| Gustavo V di Svezia |                   | Giuseppina di Leuchtenberg          |                                            |  |  |       |  |  |                   |  |  |                              |  |
|                     |                   | Guglielmo di Nassau                 | Federico Guglielmo di Nassau-Weilburg      |  |  |       |  |  |                   |  |  |                              |  |
|                     |                   | Guglielmo di Nassau                 | Federico Guglielmo di Nassau-Weilburg      |  |  |       |  |  |                   |  |  |                              |  |
|                     |                   | Guglielmo di Nassau                 | Luisa Isabella di Kirchberg                |  |  |       |  |  |                   |  |  |                              |  |
| Sofia di Nassau     |                   | Guglielmo di Nassau                 |                                            |  |  |       |  |  |                   |  |  |                              |  |
|                     |                   | Paolina di Württemberg              | Paolo Federico di Württemberg              |  |  |       |  |  |                   |  |  |                              |  |
|                     |                   | Paolina di Württemberg              | Paolo Federico di Württemberg              |  |  |       |  |  |                   |  |  |                              |  |
|                     |                   | Paolina di Württemberg              | Carlotta di Sassonia-Hildburghausen        |  |  |       |  |  |                   |  |  |                              |  |
| Guglielmo di Svezia |                   | Paolina di Württemberg              |                                            |  |  |       |  |  |                   |  |  |                              |  |
|                     | Leopoldo di Baden | Carlo Federico di Baden             |                                            |  |  |       |  |  |                   |  |  |                              |  |
|                     | Leopoldo di Baden | Carlo Federico di Baden             |                                            |  |  |       |  |  |                   |  |  |                              |  |
|                     | Leopoldo di Baden | Luisa Carolina Geyer von Geyersberg |                                            |  |  |       |  |  |                   |  |  |                              |  |
| Federico I di Baden | Leopoldo di Baden |                                     |                                            |  |  |       |  |  |                   |  |  |                              |  |
|                     |                   | Sofia Guglielmina di Svezia         | Gustavo IV Adolfo di Svezia                |  |  |       |  |  |                   |  |  |                              |  |
|                     |                   | Sofia Guglielmina di Svezia         | Gustavo IV Adolfo di Svezia                |  |  |       |  |  |                   |  |  |                              |  |
|                     |                   | Sofia Guglielmina di Svezia         | Federica di Baden                          |  |  |       |  |  |                   |  |  |                              |  |
| Vittoria di Baden   |                   | Sofia Guglielmina di Svezia         |                                            |  |  |       |  |  |                   |  |  |                              |  |
|                     |                   | Guglielmo I di Germania             | Federico Guglielmo III di Prussia          |  |  |       |  |  |                   |  |  |                              |  |
|                     |                   | Guglielmo I di Germania             | Federico Guglielmo III di Prussia          |  |  |       |  |  |                   |  |  |                              |  |
|                     |                   | Guglielmo I di Germania             | Luisa di Meclemburgo-Strelitz              |  |  |       |  |  |                   |  |  |                              |  |
| Luisa di Prussia    |                   | Guglielmo I di Germania             |                                            |  |  |       |  |  |                   |  |  |                              |  |
|                     |                   | Augusta di Sassonia-Weimar-Eisenach | Carlo Federico di Sassonia-Weimar-Eisenach |  |  |       |  |  |                   |  |  |                              |  |
|                     |                   | Augusta di Sassonia-Weimar-Eisenach | Carlo Federico di Sassonia-Weimar-Eisenach |  |  |       |  |  |                   |  |  |                              |  |
|                     |                   | Augusta di Sassonia-Weimar-Eisenach | Marija Pavlovna Romanova                   |  |  |       |  |  |                   |  |  |                              |  |
|                     |                   | Augusta di Sassonia-Weimar-Eisenach |                                            |  |  |       |  |  |                   |  |  |                              |  |